# Plectus globilabiatus
Plectus globilabiatus is een rondwormensoort uit de familie van de Plectidae. De wetenschappelijke naam van de soort is voor het eerst geldig gepubliceerd in 1958 door Kirjanova.